# فهرست دولت‌های دست‌نشانده در جنگ جهانی دوم

## نیروهای محور

### ژاپن
امپراتوری ژاپن از سال ۱۹۳۱ حادثه موکدن در جمهوری چین (۱۹۴۹–۱۹۱۲)، دولت دست نشانده ایجاد می‌کرد. در سال ۱۹۳۲ یک دولت دست نشانده تأسیس کرد.
| ایجاد      | انحلال     | دولت دست‌نشانده | پرچم | کشور/سرزمین                                                          | یادداشت‌ها |
| ---------- | ---------- | --- | ---- | -------------------------------------------------------------------- | --------- |
| ۱۹۳۲-۰۲-۱۶ | ۱۹۳۲-۰۳-۰۱ | مانچوکوئو زبان چینی: 東北最高行政委員會                                                                                           |      | منچوری، دولت ملی جمهوری چین                                          |           |
| ۱۹۳۲-۰۳-۰۱ | ۱۹۴۵-۰۸-۲۰ | مانچوکوئو - چینی: 滿洲國 - ژاپنی: 満州国                                                                                          |      | منچوری، دولت ملی جمهوری چین                                          |           |
| ۱۹۳۵-۱۱-۲۵ | ۱۹۳۸-۲-۱   | دولت خودمختار شرق هبئی - چینی: 冀東防共自治政府 - ژاپنی: 冀東防共自治政府                                                         |      | چین شمالی و جنوبی                                                    |           |
| ۱۹۳۶-۰۵-۱۲ | ۱۹۴۵-۰۸-۲۰ | منجیانگ - چینی: 蒙疆聯合自治政府 - ژاپنی: 蒙疆聯合自治政府                                                                        |      | مغولستان داخلی                                                       |           |
| ۱۹۳۷-۱۲-۰۵ | ۱۹۳۸-۰۵-۰۳ | دولت راه بزرگ - چینی: 上海市大道政府 - ژاپنی: 上海市大道政府                                                                      |      | پودانگ، دولت ملی جمهوری چین                                          |           |
| ۱۹۳۷-۱۲-۱۴ | ۱۹۴۰-۰۳-۳۰ | دولت موقت جمهوری چین (۱۹۴۰-۱۹۳۷) - چینی: 中華民國臨時政府 - ژاپنی: 中華民国臨時政府                                               |      | هبئی، شاندونگ، شانشی، استان هنان، و جیانگسو، دولت ملی جمهوری چین     |           |
| ۱۹۳۸-۰۳-۲۸ | ۱۹۴۰-۰۳-۳۰ | دولت اصلاح‌شده جمهوری چین - چینی: 中華民國維新政府 - ژاپنی: 中華民国維新政府                                                       |      | جیانگسو، چجیانگ، آن‌هوئی، نانجینگ، و شانگهای، دولت ملی جمهوری چین     |           |
| ۱۹۴۰-۰۳-۳۰ | ۱۹۴۵-۰۸-۱۵ | رژیم وانگ جینگ وی - چینی: 中華民國 - ژاپنی: 中華民国                                                                              |      | دولت اصلاح‌شده جمهوری چین، دولت موقت جمهوری چین (۱۹۴۰-۱۹۳۷) و منجیانگ |           |
| ۱۹۴۳-۰۸-۰۱ | ۱۹۴۵-۰۳-۲۷ | ایالت برمه - زبان برمه‌ای الگو:Lang-my-Mymr - ژاپنی: ビルマ国                                                                      |      |                                                                      |           |
| ۱۹۴۳-۰۸-۰۱ | ۱۹۴۵-۰۳-۲۷ | ایالت برمه - زبان برمه‌ای الگو:Lang-my-Mymr - ژاپنی: ビルマ国                                                                      |      | حکومت بریتانیا در برمه                                               |           |
| ۱۹۴۳-۱۰-۱۴ | ۱۹۴۵-۰۸-۱۷ | جمهوری دوم فیلیپین - فیلیپینی: Repúbliká ng Pilipinas - ژاپنی: フィリピン第二共和国                                               |      | مشترک‌المنافع فیلیپین                                                 |           |
| ۱۹۴۳-۱۰-۲۱ | ۱۹۴۵-۰۸-۱۸ | هند آزاد - هندی: आर्ज़ी हुक़ूमत-ए-आजाद हिन्द - اردو: عارضی حکومتِ آزاد هند - نپالی: आजाद हिन्द - ژاپنی: 自由インド仮政府 - بنگالی: আজাদ হিন্দ ভারত |      | راج بریتانیا                                                         |           |
| ۱۹۴۵-۰۳-۰۹ | ۱۹۴۵-۰۸-۲۳ | امپراتوری ویتنام - ویتنامی: Đế quốc Việt Nam - ژاپنی: ベトナム帝国                                                                |      | کوچین چین و Vietnam                                                  |           |
| ۱۹۴۵-۰۳-۰۹ | ۱۹۴۵-۰۸-۱۵ | پادشاهی کامبوج (۱۹۴۵) - خمر: ព្រះរាជាណាចក្រកម្ពុជា - ژاپنی: カンボジア王国                                                                 |      | کامبوج تحت‌الحمایه فرانسه                                             |           |